# České Budějovice 6
České Budějovice 6 je část obce a katastrální území v Českých Budějovicích tvořená Brněnským předměstím, Havlíčkovou Kolonií, Mladým, Červeným dvorem a někdejší osadou Nové Hodějovice. Výměra katastrálního území činí 4,604 km². Na západě je ohraničeno Malší, na severu obvodem historického centra a Rudolfovskou třídou, na východě vnějším obvodem nádraží a volným prostorem mezi Novými Hodějovicemi a Suchým Vrbným a na jihu sousedí s obcemi Srubec a Staré Hodějovice. V části obce je evidováno 77 ulic a 1756 adres.
Jako část obce vznikla od 1. října 1970, kdy došlo k územní reorganizaci města, z částí Mladé a Nové Hodějovice. Jako katastrální území je vedeno od roku 1971.

## Základní sídelní jednotky
České Budějovice 6 jsou tvořeny devíti základními sídelními jednotkami:
- Brněnské Předměstí
- U nádraží
- U Novohradské
- Havlíčkova Kolonie
- U Malého jezu-U Špačků
- Mladé-Červený Dvůr
- U Špačků-za hřbitovem
- Nové Hodějovice
- Za potokem